# Stefano De Mari
Il Serenissimo Stefano De Mari (Genova, 1593 – Genova, 25 febbraio 1674) fu il 117º doge della Repubblica di Genova e re di Corsica.

## Biografia

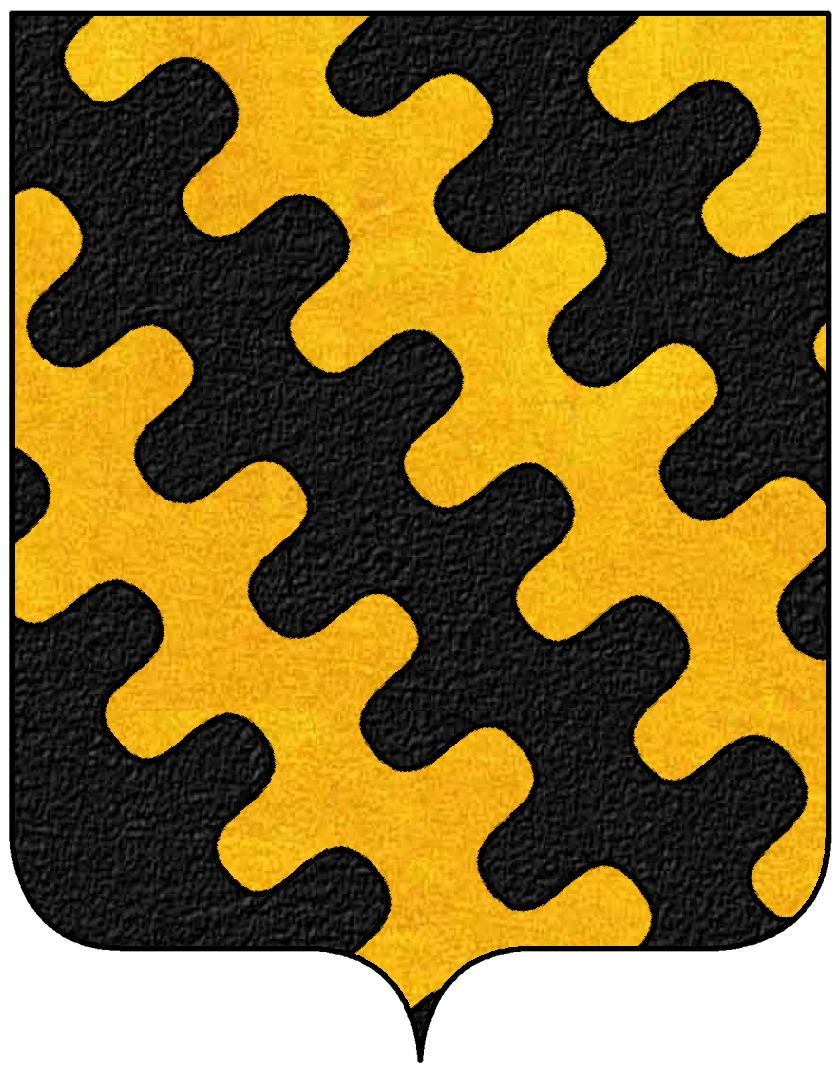
Stemma nobiliare dei De Mari

### Primi anni
Terzogenito di Francesco De Mari (che fu senatore della Repubblica per tre volte) e di Lelia Pallavicini, nacque nel capoluogo genovese nel 1593; fu ascritto al Libro d'oro della nobiltà genovese il 30 novembre 1608. Gli studi scolastici gli fornirono una buona educazione nelle materie letterarie, poetiche, filosofiche e di diritto e alcuni suoi scritti, composti non ancora sedicenne, furono raccolte tra le ufficiali orazioni per la cerimoniale incoronazione del neo doge Agostino Pinelli Luciani.
Al 1613 è accertato il suo trasferimento nel meridione italiano dove per circa un ventennio si occupò della diretta gestione di alcuni feudi e territori di famiglia. Tra questi il Principato d'Acquaviva, le signorie di Castelpagano e di Castelvenere, il Ducato di Castellaneta, la Contea di Gioia del Colle, la signoria di Larino e quella di Procida e Telesia; è alquanto probabile che durante tutto questo arco di tempo Stefano De Mari fu anche nelle proprietà familiari in Corsica e nel Vercellese.
Fece ritorno nella capitale repubblicana intorno al 1638 dove, per la prima volta, il suo nome compare in un impiego pubblico presso il magistrato di Guerra. L'anno successivo e fino al 1643 fu anche amministratore delle Compere del Banco di San Giorgio dove, nel tempo, ne fu anche protettore per quattro volte. Dal 1643 al 1649 fu estratto senatore e procuratore della Repubblica (1643), preside del magistrato dell'Olio (1645), membro del magistrato di Guerra (1646) e amministratore finanziario del Banco genovese fino al 1649.
Nel novembre di quello stesso anno Stefano De Mari fu nominato ambasciatore straordinario presso la corona spagnola di Filippo IV dove, per conto dei Genovesi, tentò di ricucire i rapporti fra i due paesi dopo uno spiacevole episodio che vide coinvolta sua moglie, la regina Maria Anna d'Asburgo. Quest'ultima era attesa nella capitale genovese da dove sarebbe dovuta partire alla volta di Madrid, ma su consiglio del duca di Maqueda, nemico dei Genovesi, la sovrana preferì salpare dal porto ponentino del Marchesato di Finale (quest'ultimo vicino alla politica filo spagnola). Il 9 dicembre l'ambasciatore De Mari si trovava nella capitale madrilena e tre giorni dopo fu ricevuto nella residenza di campagna del sovrano assieme ad altri nobili e rappresentanti genovesi dimoranti in loco. Inizialmente accolto con freddezza e quasi indifferenza dal re e dalla famiglia reale, i successivi due anni che videro la permanenza del diplomatico genovese in Spagna furono costellati da episodi tutt'altro che favorevoli per Genova, soprattutto sul piano politico: fallimentare fu pure un tentativo di acquisto da parte dei genovesi del territorio di Pontremoli in Lunigiana saldamente in mano ai marchesi Malaspina. Tuttavia, il De Mari non sdegnò invece la cura di suoi personali interessi economici in terra spagnola.
Richiamato a Genova, partì da Madrid nel gennaio 1652 e sbarcò nel capoluogo ligure il 10 febbraio. Riprese quindi la sua attività pubblica con la nomina a sergente generale delle Armi, addetto al magistrato dei Cambi e ancora tra gli Inquisitori di Stato. Estratto tra i procuratori della Repubblica nel 1653 fu membro della Giunta di Giurisdizione, del magistrato di Guerra e di Terraferma (1654). Nella pestilenza che colpì Genova e la Liguria tra il 1656 e il 1657 anche il nobile Stefano De Mari portò il suo aiuto agli appestati e diede supporto amministrativo nella delicata gestione pubblica durante la crisi epidemica.
Eletto per quattro anni alla carica di supremo sindacatore, il 13 aprile 1663 con larghissima maggioranza il Gran Consiglio lo elesse a nuovo doge della Repubblica: il settantaduesimo in successione biennale e il centodiciassettesimo nella storia repubblicana. In qualità di doge fu investito anche della correlata carica biennale di re di Corsica.

### Il dogato e gli ultimi anni
Tra gli eventi di rilievo del suo mandato, soprattutto in politica estera, accettò ufficialmente di aiutare con uomini e mezzi l'imperatore Leopoldo I d'Asburgo nella causa contro l'avanzare dell'Impero ottomano in Transilvania (guerra austro-turca del 1663-1664). Tuttavia la stessa Repubblica di Genova inviò a Costantinopoli suoi diplomatici per tenere aperti i dialoghi "politici" ed "economici" con il sultano Mehmed IV.
Nello stesso periodo, a Genova, il doge De Mari rese gli omaggi al nuovo arcivescovo genovese Giambattista Spinola (1664) con cui, verso la fine del mandato dogale, ebbe contrasti personali, così come con lo stesso Senato. Lasciò l'incarico il 12 aprile 1665, ma continuò a servire la repubblica come preside del magistrato di Corsica (1665 e 1667), del magistrato di Guerra (1666 e ancora in seguito) e incarichi finanziari presso il Banco di San Giorgio.
Malato e dimorante nel suo palazzo del centro storico, di fronte alla chiesa di San Giorgio, morì a Genova il 25 febbraio 1674 e fu sepolto nella chiesa di Santa Maria della Sanità a Castelletto, cappella gentilizia della famiglia, fatta costruire nel XVI secolo dal suo omonimo bisnonno.

## Vita privata
Stefano De Mari contrasse due matrimoni. Dalle prime nozze con Valeria De Marini ebbe i figli Giovanni Felice (sacerdote), Agostino (gesuita), Nicolò e Girolamo (doge nel biennio 1699-1701). Rimasto vedovo si sposò poi con Livia Maria Lercari con cui ebbe i figli Domenico Maria (futuro doge nel 1707-1709), Francesco, Teresa e Camillo.